# سد تیانشنگکیو-دو
سد تیانشنگکیو-دو (به لاتین: Tianshengqiao-II Dam) یک سد در چین است که در Tianshengqiao, Longlin واقع شده‌است.